# Bat Hunter
Bat Hunter (thajsky  ล่าค้างคาวพันธุ์อมตะ) je thajský hororový film z roku 2006. Režisérem filmu je Rakpan Thanadpojanamart. Hlavní role ve filmu ztvárnili Surachai Saengarkard, Amita Chinsumred a Prapimporn Karnchanda.

## Příběh
Skupině teroristů se podařilo vypěstovat nový druh netopýrů. Poručík Kris a jeho dvě svůdné partnerky musí udělat konec této hrozbě.

## Obsazení
| Surachai Sangargas    | Komkit    |
| Amittada Chinsamret   | Tridao    |
| Prapimporn Karnchanda | Pim       |
| Jimmy Young           | Dr. Smith |
| Ramai Motipan         | Yak       |
| Yuttana Muenwaja      | Lahm      |
| Udomsak Ooppanan      | Udom      |